# Pieter Rembt Sickinghe
Jhr. Pieter II Rembt Sickinghe (Nieuweschans, 21 september 1743 - Groningen, 19 juni 1821) was een Nederlands jonkheer, politicus en rechter. Hij was hoofdman van de Hoge Justitiekamer, lid van het Wetgevend Lichaam van het Bataafs Gemenebest en drost van het Hunsingokwartier te Groningen.   
Sickinghe was de tweede president van de Ridderschap der Provincie Groningen. Hij werd in 1814 geadmitteerd tot de Adelstand met de titulaire van Jonkheer en Hoogwelgeboren. Bij zijn benoeming was hij de enige vertegenwoordiger van het oude Groninger stadspatriciaat en werd hij erkend lid te zijn van een al in de 15e eeuw als adellijk beschouwd riddermatig Noord-Nederlands geslacht. In 1815 werd zijn zoon Onno Joost Sickinghe (1782-1845) eveneens benoemd in de Ridderschap. Van deze tak stammen alle (anno 21e eeuw) nog levende telgen en generaties van het geslacht Sickinghe.  
Hij was een zoon Feijo Sickinghe (1718-1748) en een kleinzoon van mr. Onno Sickinghe (1688-1756); politicus, drost der beide Oldambten en burgemeester van de stad Groningen. Hij was daarnaast een jongere neef van mr. Eilko Eger Tamminga Sickinghe (1726-1807); eveneens politicus en burgemeester van Groningen.  

## Biografie
Sickinghe, telg uit de oud adellijke regentenfamilie Sickinghe, werd in 1743 geboren als zoon van de majoor der cavalerie Feijo Sickinghe (1718-1748). Zijn moeder was Petronella Wubbina Johanna van Iddekinge (1718-1805), dochter van Pieter Rembt van Iddekinge (1683-1758); burgemeester van Groningen. Pieter Rembt werd gedoopt op zondag 22 september 1743 te Nieuweschans, Groningen. Zijn vader was kolonel der cavalerie en commandeur van Bad Nieuweschans (voorheen de Langakkerschans). 

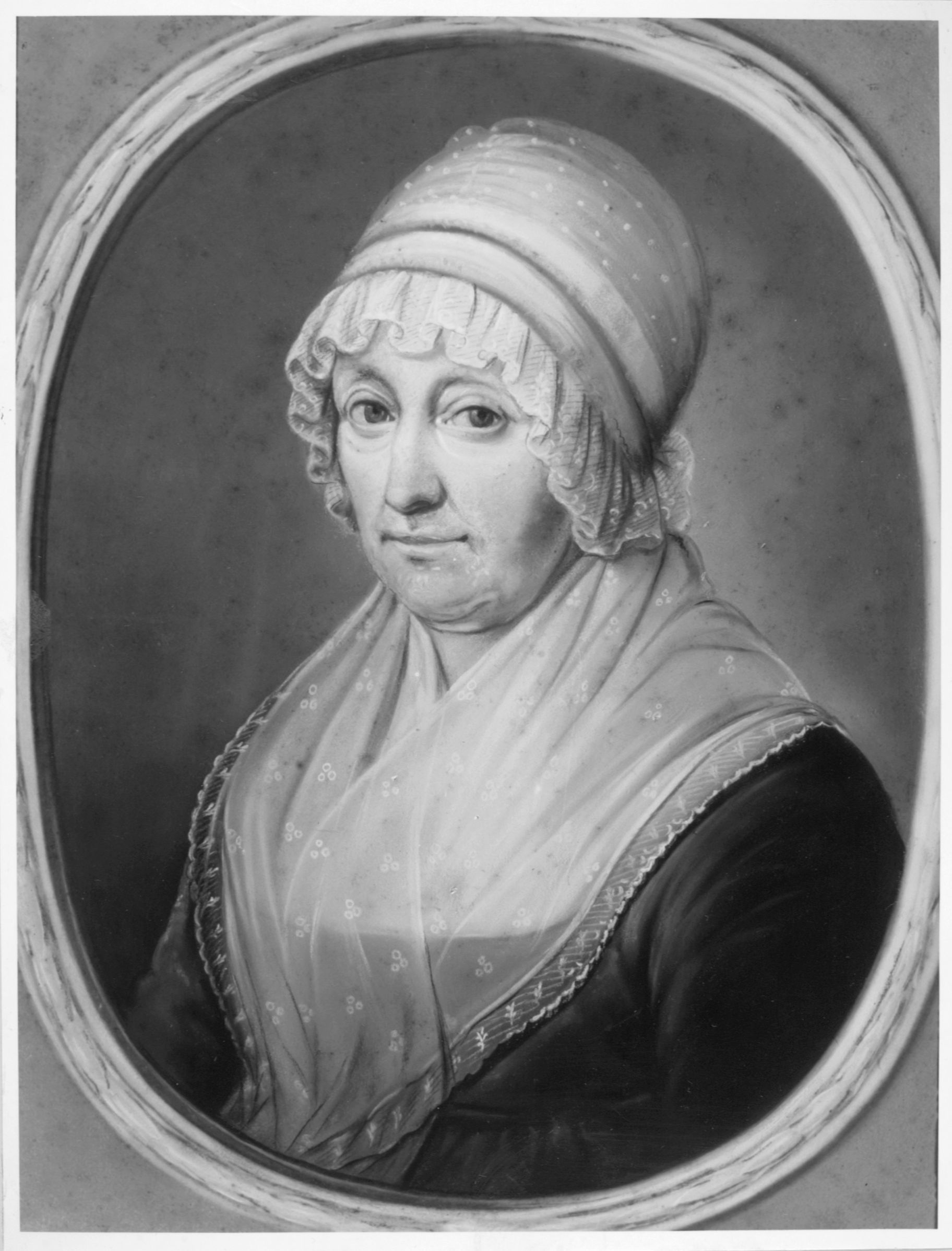
Portret van de vrouw van Pieter Rembt, Anna Josina Petronella Alberda van Ekenstein (1749-1826)

Hij was een kleinkind van mr. Onno Sickinghe (1688-1756), politicus, drost der beide Oldambten en burgemeester van de stad Groningen. Zijn overgrootvader was jonkheer Feio Sickinghe (1654–1696), luitenant-kolonel der infanterie, commandeur van de Langakkerschans en premier collator van Usquert.  
Sickinghe studeerde rechten aan de Rijksuniversiteit van Groningen. Hij promoveerde op 16 april 1768 en werd doctor in de beide rechten. Zijn proefschrift droeg als titel: ''de jure retentionis cum in veris tum in quasi contractibus'' (het recht van retentie, zowel in werkelijke als in quasi-contracten) en was opgedragen aan twee van zijn ooms: Eilko Eger Tamminga Sickinghe en Antony Adriaan van Iddekinge. 
Hij huwde op 7 maart 1780 met de jonkvrouw Anna Josina Petronella Alberda van Ekenstein (1749-1826). Samen kregen zij 6 kinderen waaronder:
- jkvr. Petronella Wibbina Johanna Sickinghe (1781-1828)
- jhr. mr. Onno Joost Sickinghe (1782-1845); provinciaal politicus, belastinginspecteur, rechter, oprichter van het Koninklijk Natuur- en Scheikundig Gezelschap te Groningen
- jhr. Feijo Eilko Sickinghe (1788-1863); ontvanger der directe belastingen in en uitgaande rechten en accijnzen te Hoogkerk, Arrondissement Groningen
- jkvr. Anna Maria Sickinghe (ca.1780-1860); echtgenote van Frederik Carel Wolter Baron van Broeckhuysen (1772-1819), kamerheer van koning Willem I en lid van de Ridderschap van Gelderland.

Sickinghe was sinds zeker 1772 vrijmetselaar bij de loge L'Union Provinciale. Van 1777 tot 1780 was hij secretaris van de loge.
Hij overleed in 1821 op 77-jarige leeftijd na een 'korte, doch hevige, ongesteldheid'. Sickinghe werd begraven in 't choor van de Broerkerk te Groningen.

## Loopbaan
Sickinghe studeerde rechten aan de Rijksuniversiteit van Groningen en begon zijn carrière in 1768 als secretaris van het college van waakzaamheid en veiligheid. Van 1771 tot 1781 was hij secretaris van het college van de Kluft en in 1772-1773, 1775-1776, 1778-1779 en 1781 was Sickinghe lid van de gezworen gemeente. Op 11 januari 1779 werd Sickinghe samen met de heren H. Lohman, H.W. Hoving, Balthasar Daniel van Idsinga en W. van Swinderen als Keurheer gepresenteerd aan de Heer Prins Erfstadhouder.

### Als bestuurder, rechter en politicus
Op 4 februari 1782 werd 'de Hoog Wel-Gebooren Heer Mr. Pieter Rembt Sickinghe' aangesteld als Hoofdman van de Hoge Justitie Kamer van Stad en Lande. In deze rol ontving hij op 10 november de Heer Prins Erfstadhouder Willem V van Oranje-Nassau en zijn zoons Willem en Frederik onderaan de trap van de Hoge Justitie Kamer.

Op 18 januari 1802 werd Sickinghe aangesteld als lid van het Wetgevend Lichaam van het Bataafs Gemenebest. Dit bleef hij tot 8 januari 1805.    

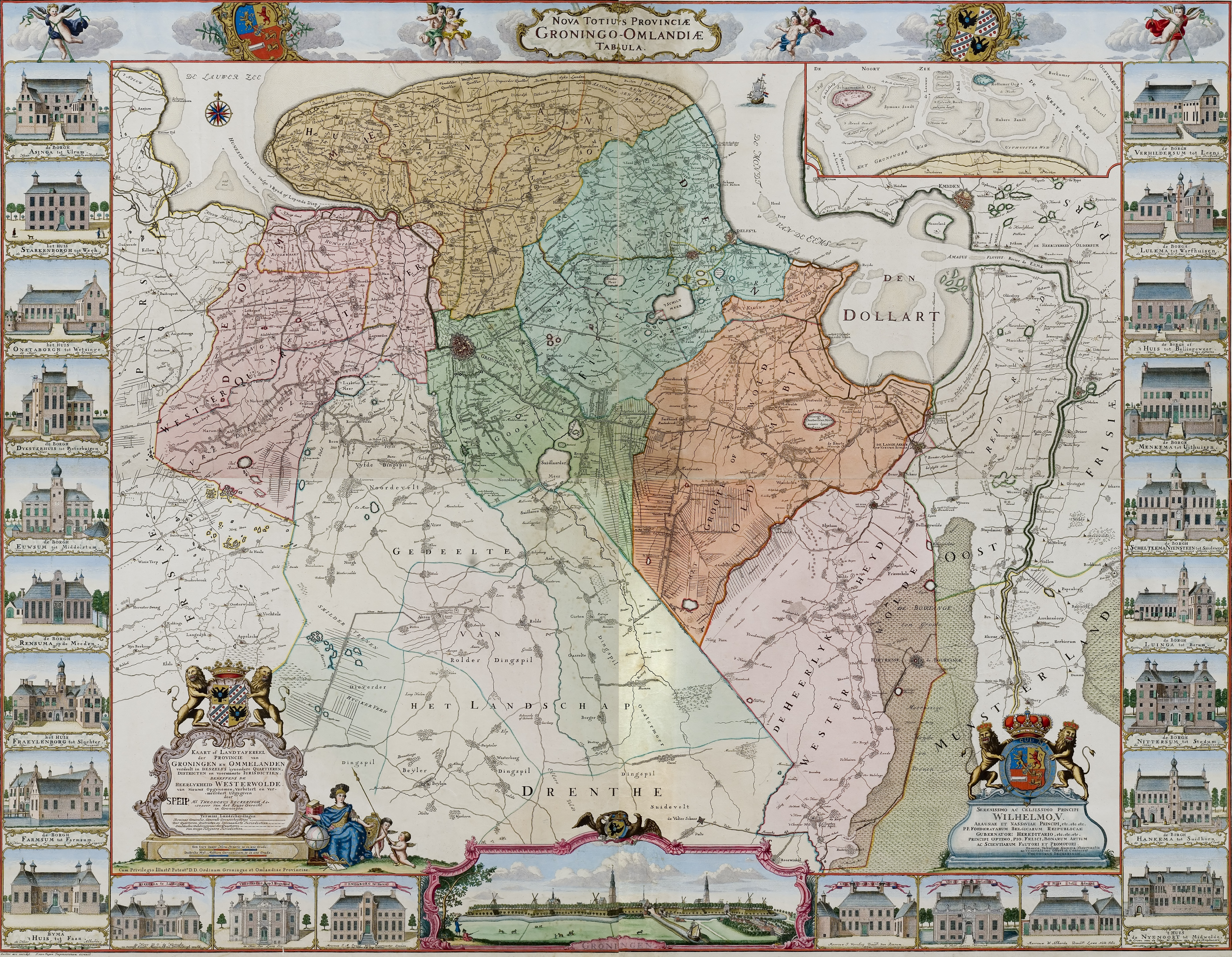
Oude kaart van Stad en Ommelanden in 1781, met het kwartier Hunsingo in geel

In 1805 volgde Sickinghe mr. Johan Wichers op als landdrost en richter van het kwartier Hunsingo. Een aantal jaren eerder, in 1798, was Onderdendam gekozen als hoofdplaats van het Hunsingokwartier. De restanten van het koninkrijk Holland werden in 1810 ingelijfd bij het Eerste Franse Keizerrijk van Napoleon Bonaparte en in 1811 werd, verrassend genoeg, de stad Appingedam (al sinds 1327 in het bezit van haar stadsrechten) gekozen als nieuwe hoofdplaats van het kwartier. De band die mr. Pieter Rembt Sickinghe en zijn vrouw destijds met Appingedam (borg Ekenstein) hadden droeg hier waarschijnlijk aan bij.

Bij Koninklijk besluit werd Sickinghe op 9 maart 1808 benoemd tot procureur des Konings (Hoofdofficier en Hoofd-Schout) van Groningen. Sickinghe echter weigerde het verzoek om de functie op zich te nemen en in juli van dat jaar liet hij zich vervangen door de heer mr. Tammo Sypkens. Vanaf 1811 werd Sickinghe lid van de rechtbank van Eerste Aanleg te Groningen.    

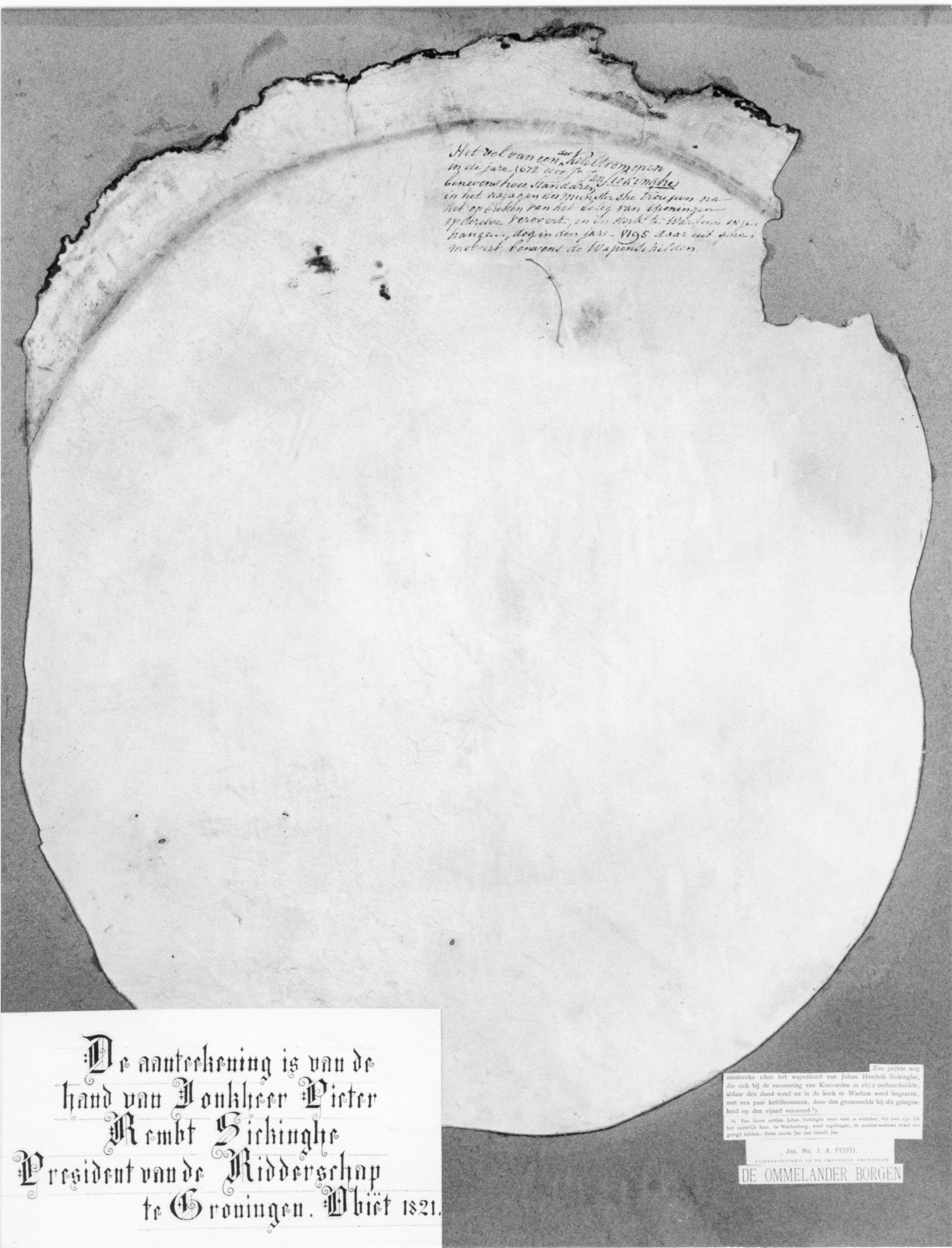
Foto van een trommelvel van een keteltrom, door Johan Sickinghe (1649-1673) buitgemaakt bij de verovering van Coevorden in 1672 met daarop een aantekening van de hand van jonkheer Pieter Rembt Sickinghe

Voordat de ridderschappen in 1815 werden ingesteld, had koning Willem I der Nederlanden in 1814 al de eerste leden der Provinciale Staten van Groningen benoemd. Pieter Rembt Sickinghe (1743-1821) werd als een van de in totaal 12 leden op 19 september 1814 benoemd. Zijn zetel gaf hij echter nog voor juni 1817 op in ruil voor behoud van zijn lidmaatschap bij de Provinciale Rechtbank. Het zijn van rechter was een, destijds persoonlijk door de koning Willem I besloten met het Statenlidmaatschap onverenigbaar ambt.

### Als lid- en president van de Ridderschap der Provincie Groningen
Pieter Rembt Sickinghe werd op 28 augustus 1814 als een van de 29 leden bij Koninklijk Besluit benoemd in de Ridderschap der Provincie Groningen en geadmitteerd tot de Adelstand met de titulaire van Jonkheer en Hoogwelgeboren. Hij was bij zijn benoeming de enige vertegenwoordiger van het oude Groninger stadspatriciaat en als lid van een al in de 15e eeuw als adellijk beschouwd riddermatig Noord-Nederlands geslacht vrijgesteld van de verplichting een acte van bewijs aan te nemen als teken van 'nieuwe veradeling'. Het was hem mogelijk geweest de baronnentitel te verwerven maar hierover zou hij gezegd hebben: Better een olde jonker, dan een nije baron. Zijn zoon jhr. mr. Onno Joost Sickinghe (1782-1845) werd in 1815 benoemd. Vanaf dat moment behoorden de nakomelingen van Pieter Rembt en zijn zoon Onno Joost officieel tot de Nederlandse adel.

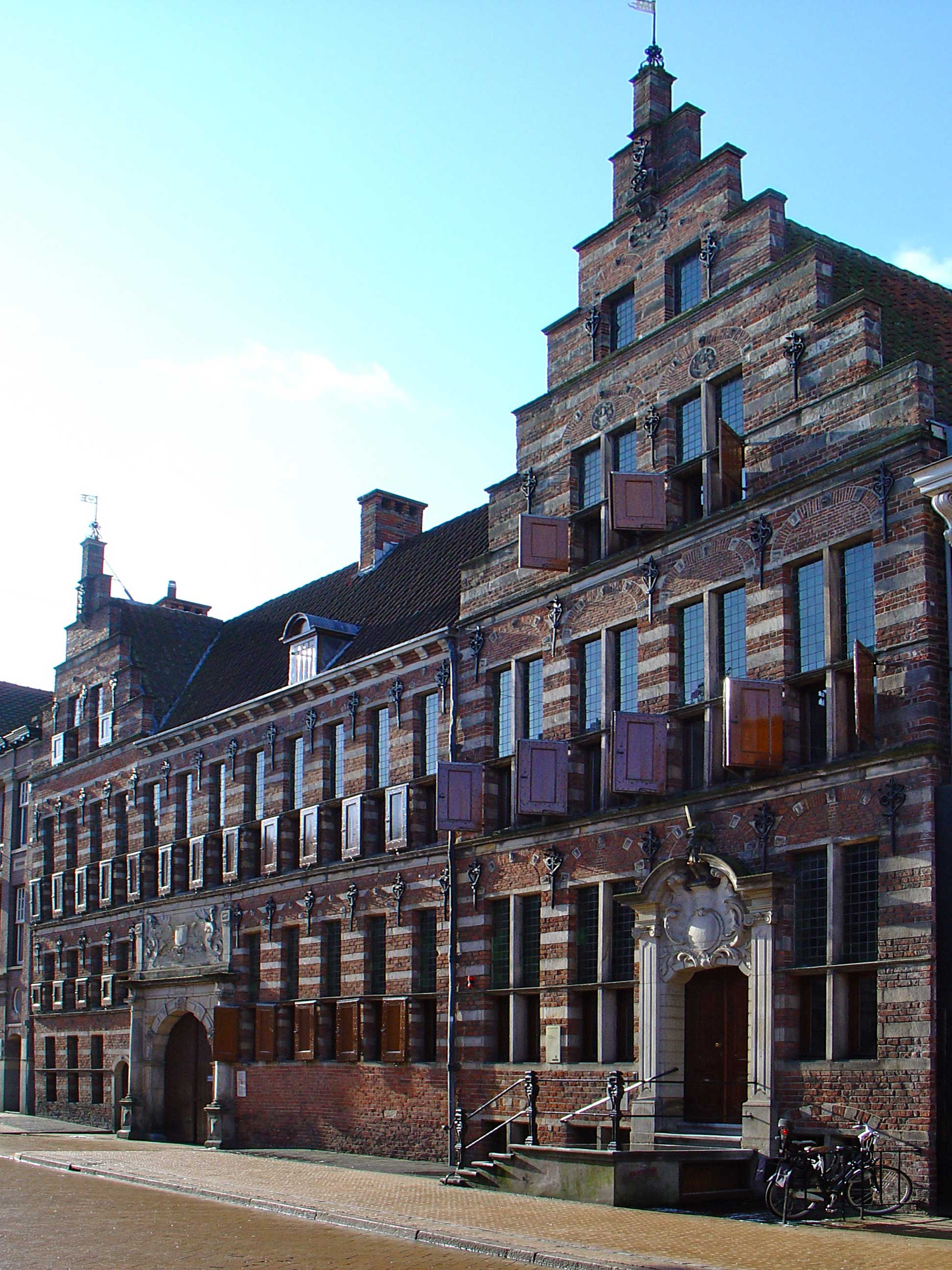
Het gebouw aan de Oude Boteringestraat waar de Hoge Justitiekamer in 1755 zijn intrek nam.

Sickinghe zat als lid van de Ridderschap verschillende commissies voor. De eerste commissie van de Ridderschap was de Commissie voor het reglement en deze werd geformeerd op 30 maart 1815. De zes leden van deze commissie, waaronder Sickinghe, kregen als taak een reglement op te stellen. Sickinghe was daarnaast lid van de permanente Jaarlijksche Commissie ter Examinatie der Stukken van Nieuwkomende Leden. Deze commissie was in 1817 opgericht door de nieuwe reeks verheffingen in de adelstand door koning Willem I. De commissie had als hoofdtaak het onderzoeken van de bewijsstukken die door edelen die om admissie verzochten, werden overlegd. Ze verifieerde adels diploma's en onderzocht de geschiktheid van degene die om toelating verzocht. 
Sickinghe werd in 1818 na een ledenstemming gekozen als president van de Ridderschap der Provincie Groningen. Hij volgde Onno Reint Alberda van Ekenstein (1752-1821) op en was hiermee de tweede president van de Ridderschap sinds haar oprichting in 1814. In het jaar van Sickinghe's benoeming kondigde koning Willem I aan Groningen te zullen bezoeken. Bij de vergadering op 25 juni 1818 stelde president Pieter Rembt Sickinghe het volgende voor: zijnde Benoeming ener Deputatie om Zijne Majesteit den Koning (...) des zelfs op handen zijnde Aankomst in deze Stad van wege de Ridderschap te gaan complimenteeren. Alhoewel de initiële verkiezingen enigszins spannend waren geweest bleek dat Sickinghe na zijn eerste jaar goed beviel als president. Hij werd een jaar na zijn benoeming met 'eenparigheid van stemmen herkozen' en ook in de opeenvolgende jaren werd Sickinghe steeds als president herkozen. 
Pieter Rembt Sickinghe overleed kort na de vergadering van de Ridderschap op 1 juni 1821.  

## Publicaties
- Publicatie mr. Pieter Rembt Sickinghe, Drost der Jurisdictie van het Hunsingo Quartier doe te weten: hoe uit aanmerking van het duidelijk voorschrift der Wet, dat alle voorstanders ...[18]